# Valentin Porte
Pour les articles homonymes, voir Porte.
Valentin Porte, né le 7 septembre 1990 à Versailles, est un handballeur international français évoluant au poste d'ailier ou d'arrière droit.
International de 2013 à 2024, il est champion d'Europe en 2014 et 2024, champion du monde en 2015 et 2017 et champion olympique en 2021. En novembre 2021, il est nommé capitaine de l'équipe de France.
En club, il s'est révélé au Fenix Toulouse  avant de rejoindre en 2016 le Montpellier Handball avec lequel il remporte la Ligue des champions en 2018.

## Biographie

### Enfance et formation
Fils d'un international de hockey sur gazon, Valentin Porte débute par ce sport avant de s'essayer au tennis. Lorsqu'il s'installe avec sa famille à Toury au cœur de la Beauce, il a six ans et commence le handball avec le HBC Toury. Il est alors gardien de but, poste avec lequel il connaît ses premières sélections départementales. À douze ans, il change de poste : gaucher et pas très grand, il est positionné ailier droit. En 6e au collège, il évolue déjà avec des 3e. Il entre par la petite porte au Pôle espoirs de Chartres, au Lycée Marceau, en tant que troisième choix à son poste.
Il connaît alors une progression exponentielle et rejoint le Mainvilliers-Chartres HB qui le lance en Nationale 2 à seulement seize ans. Malgré son jeune âge, il fait déjà preuve d'une grand maturité et se rend indispensable à l'équipe, au fil des matches, contribuant à l'ascension directe du club mainvillo-chartrain en Nationale 1, préfigurant l'arrivée dans le monde professionnel puis l'élite. Il connaît ses premières sélections en équipe de France jeunes. Montpellier lui propose d'intégrer son centre de formation mais, sur les conseils de Sylvain Nouet, adjoint de Claude Onesta chez les Bleus, il se donne du temps. Une fois le Baccalauréat obtenu, Sélestat lui plaît mais il pose finalement ses valises à Toulouse.

### Débuts professionnels avec Toulouse (2008-2016)
Le 19 septembre 2008, lors de la seconde journée de championnat, il apparaît déjà sur la feuille de match contre Sélestat et il manque son utile tentative. Un mois plus tard, il commence à faire tourner en bourrique les défenses adverses et inscrit sept buts face à Ivry. Tout de suite intégré dans la rotation, il est crédité de 23 apparitions lors de sa première saison dans l'élite (28 buts). Le club lui offre donc son premier contrat professionnel.
À partir du championnat de France 2013-2014, il glisse au poste d'arrière droit et convainc davantage. Il enchaîne les performances en LNH avec cinq buts de moyenne en phase aller et tire le Fénix vers le haut.
Son début de saison 2015-2016 est perturbé par une fracture du radius gauche.

### Départ pour Montpellier (depuis 2016)
Après une première saison ponctuée d'une finale en Coupe de France et d'une 3e place en
Championnat, il est un des artisans de l'excellente saison 2017-2018 du club : après avoir été du championnat la majeure partie de la saison, Montpellier s'incline lors de l'avant dernière journée face à Saint-Raphaël (26-25) et ne peut empêcher le PSG de remporter son cinquième titre de champion de France. Néanmoins, cinq jours plus tard, le club héraultais remporte sa deuxième Ligue des champions, Porte marquant notamment 8 buts lors de la demi-finale face au tenant du titre, le RK Vardar Skopje.
Pour Valentin Porte, son premier trophée en club est ainsi celui le plus difficile à conquérir, la Ligue des champions. La saison suivante débute par la victoire au Trophée des champions mais aussi avec un parcours très difficile en Ligue des champions, le club pointant à la dernière place avec une victoire, un match nul et huit défaites à la trêve hivernale.

### En équipe de France
Lors de son passage au Mainvilliers-Chartres HB, il connaît ses premières sélections en équipe de France jeunes.
En 2011, il termine 6e du Championnat du monde junior.
En décembre 2012, à la surprise générale, Claude Onesta le convoque pour la préparation au championnat du monde. Le 7 janvier 2013, à 22 ans, il connaît sa première sélection en match amical face à l'Argentine. Il est mis en concurrence avec Guillaume Joli puis le sélectionneur en fait la doublure de Luc Abalo au championnat du monde 2013. Malgré l'élimination anticipée des Bleus, Porte optimise son faible temps de jeu (dix buts en sept matchs).
En 2013, positionné en arrière droit en club, il devient une option crédible à ce poste chez les Bleus. D'autant plus que le titulaire Xavier Barachet est blessé. L'essai est validé lors de la Golden League. Mais à la suite d'une mauvaise chute lors d'un des matchs, un hématome au fessier l'empêche de participer aux trois premiers matchs du Championnat d'Europe 2014. Auteur d'une compétition exemplaire sur un poste qui n'est jusqu'alors pas le sien, il termine avec la meilleure moyenne de buts par match de l'équipe de France (24 buts en 5 matchs, soit 4,8 buts de moyenne), marquant notamment 7 buts (sur 8 tentatives) en demi-finale puis 9 buts (sur 11 tentatives) en finale.
Lors du Championnat du monde 2015, Abalo déclare forfait quelques jours avant et Porte est replacé au poste d'ailier qu'il n'a pas occupé depuis plusieurs mois. La France, favorite, remporte la compétition comme annoncé. Titulaire à l'aile toute la compétition, Porte est décisif avec notamment quatre buts en finale.
Son début de saison 2015-2016 est perturbé par une fracture du radius gauche, mais il est remis à temps pour pouvoir participer au championnat d'Europe 2016, étant d'ailleurs le titulaire au poste du fait de l'absence sur blessure de Xavier Barachet.
En 2016, il participe à ses premiers Jeux olympiques à Rio. Si la France s'incline en finale face au Danemark, Valentin Porte a joué un rôle décisif dans la médaille d'argent remportée, étant élu meilleur arrière droit de la compétition
En conséquence de l'arrivée de Nedim Remili (élu meilleur arrière droit du Championnat du monde 2017)puis de Dika Mem et Melvyn Richardson, Valentin Porte évolue de plus en plus au poste d'ailier droit en compagnie de Luc Abalo. Il reste malgré tout un cadre de l'équipe, étant notamment le troisième joueur le plus utilisé lors du titre mondial acquis à domicile en 2017 puis le joueur avec le temps de jeu le plus important et le troisième buteur de l'Équipe de France à l'Euro 2018. Il y remporte, comme un an plus tard au Championnat du monde 2019, une médaille de bronze.
L'année 2020 débute par un Euro 2020 raté et le remplacement de Didier Dinart par Guillaume Gille puis est perturbée par la pandémie de Covid-19 qui empêche de jouer le moindre match en 2020. C'est pleine de doute que l'équipe de France débute le Championnat du monde 2021 mais grâce notamment à une victoire probante lors de son premier match face à la Norvège, les Bleus réalisent une bonne compétition en atteignant les demi-finales.
Après une qualification glanée en avril, Valentin Porte participe à ses deuxièmes Jeux olympiques à Tokyo. Réalisant une compétition solide, les Français s'imposent en finale contre le Danemark tenant du titre olympique et double champion du monde en titre sur le score de 25-23, et obtiennent ainsi le troisième titre olympique de leur histoire, le premier pour Porte.
En novembre 2021, après la fin de carrière internationale de Michaël Guigou, Porte est nommé capitaine de l'équipe de France.

## Style de jeu: ailier/arrière physique
Mesurant 1,90 m, Valentin Porte est formé au poste d'ailier droit. Jeune, il est surtout remarqué pour ses qualités défensives. Ses qualités physiques lui permettent d'aller au contact et n'en font pas un ailier conventionnel. Ainsi, quand le jeu le fait sentir, il peut glisser au poste d'arrière droit qu'il aime autant. « Je touche plus de ballons, je suis plus impliqué dans le jeu. J'ai l'impression d'apporter plus qu'à l'aile ».
Claude Onesta le décrit ainsi : « il est sur le modèle des joueurs tunisiens ou égyptiens. Il a un jeu de combat, au près. Il est un poison pour les défenseurs ».

## Palmarès

### En club
Compétitions internationales
- Ligue des champions
  - Vainqueur (1) : 2018
- Ligue européenne
  - Finaliste (1) : 2025
  - Quatrième (1) : 2023

Compétitions nationales
- Championnat de France
  - Deuxième (4) : 2018, 2019, 2021, 2023
  - Troisième (2) : 2017, 2024
- Coupe de France
  - Vainqueur (1) : 2025
  - Finaliste (3) : 2017, 2021, 2023
- Coupe de la Ligue
  - Finaliste (1) : 2019
- Trophée des champions
  - Vainqueur (1) : 2018
  - Finaliste (1) : 2019

### Équipe nationale
Valentin Porte connait sa première sélection en équipe de France le 7 janvier 2013 contre l'Argentine. Ses résultats en compétitions internationales sont :
Jeux olympiques
- Médaille d'argent aux Jeux olympiques de 2016 à Rio de Janeiro
- Médaille d'or aux Jeux olympiques de 2020 à Tokyo
- 8e place aux Jeux olympiques de 2024 à Paris

Championnat du monde
- Médaillé d'or au championnat du monde 2015 au Qatar
- Médaille d'or au championnat du monde 2017 en France
- Médaille de bronze au championnat du monde 2019 au Danemark et en Allemagne
- 4e place au championnat du monde 2021 en Égypte
- Médaille d'argent au championnat du monde 2023 en Suède et en Pologne

Championnat d'Europe
- Médaille d'or au championnat d'Europe 2014 au Danemark
- Médaille de bronze au championnat d'Europe 2018 en Croatie
- 14e place au championnat d'Europe 2020
- 4e place au championnat d'Europe 2022
- Médaille d'or au championnat d'Europe 2024 en Allemagne

Autres
- 6e place au Championnat du monde junior 2011.

### Distinctions individuelles
- Élu meilleur arrière droit aux Jeux olympiques de 2016 au  Brésil[6]
- Chevalier de l'ordre national du Mérite le 1er décembre 2016[9]

## Décorations
- Chevalier de la Légion d'honneur (2021)[10]

### Ouvrage de référence
- Gérald Massé et Romain Léger, Les exploits des sportifs d'Eure-et-Loir : 1965-2015, Dreux, Antipodes, octobre 2015, 336 p. (ISBN 978-2-9553628-0-8)

1. ↑  Handball - 2015 / Valentin Porte : le 28 sur le toit du monde, p. 301
2. 1 2 3 4  Handball - 2015 / Valentin Porte : le 28 sur le toit du monde, p. 302
3. 1 2 3  Handball - 2015 / Valentin Porte : le 28 sur le toit du monde, p. 303
4. 1 2  Handball - 2015 / Valentin Porte : le 28 sur le toit du monde, p. 304
5. ↑  Handball - 2015 / Valentin Porte : le 28 sur le toit du monde, p. 305

### Autres références
1. ↑  « Profil Valentin Porte à la LNH », sur Site de la Ligue nationale de handball (consulté le 17 octobre 2018).
2. ↑  « Fiche de Valentin Porte », Fédération française de handball (consulté le 2 novembre 2021).
3. 1 2  « Valentin Porte nouveau capitaine de l'équipe de France », L'Équipe, 2 novembre 2021 (consulté le 2 novembre 2021).
4. ↑  « Valentin Porte et Toulouse s'invitent sur le podium », sur Handzone.net, 9 février 2014 (consulté le 11 février 2014).
5. 1 2  Ya. H., « Valentin Porte, 4 à 6 semaines d'absence », sur lequipe.fr, L'Équipe, 23 septembre 2015.
6. 1 2  (en) « Men’s All-star Team », sur Pages des JO sur le site de l’IHF, 21 août 2016 (consulté le 21 août 2016).
7. ↑  « L'équipe de France championne olympique face au Danemark », sur lequipe.fr, 7 août 2021 (consulté le 7 août 2021).
8. ↑  « Valentin Porte a honoré sa première sélection, lundi soir, à Toulon », sur L'Écho Républicain.fr, 9 janvier 2013 (consulté le 19 mars 2023).
9. ↑  Décret du 30 novembre 2016 portant promotion et nomination
10. ↑  « Décret portant nomination », sur legifrance.gouv.fr (consulté le 13 septembre 2021).